# Шеки
Шеки́ —  село в Україні, в Сенчанській сільській громаді Миргородського району Полтавської області. Населення становить 355 осіб. До 2017 року орган місцевого самоврядування — Шеківська сільська рада.

## Географія
Село Шеки знаходиться на правому березі річки Сула, вище за течією на відстані 2,5 км розташоване село Хитці, нижче за течією на відстані 4,5 км розташоване село Снітин (Лубенський район), на протилежному березі - село Хорошки (Лубенський район).

## Економіка
- «Вікторія», ТОВ.

## Об'єкти соціальної сфери
- Школа І-ІІ ст.

## Населення
Згідно з переписом УРСР 1989 року чисельність наявного населення села становила 435 осіб, з яких 186 чоловіків та 249 жінок.
За переписом населення України 2001 року в селі мешкало 349 осіб.

### Мова
Розподіл населення за рідною мовою за даними перепису 2001 року:
| Мова       | Кількість | Відсоток |
| ---------- | --------- | -------- |
| українська | 351       | 98.87%   |
| російська  | 4         | 1.13%    |
| Усього     | 355       | 100%     |